# Лягушка-черепаха
Лягушка-черепаха (лат. Myobatrachus gouldii) — вид бесхвостых земноводных из семейства Австралийских жаб, единственный представитель монотипичного рода Myobatrachus.

## Описание
У этой лягушки очень маленькие голова и лапы, маленькие глаза и круглое выпуклое тело. Окрас спины от светло-серого цвета до коричневого. Живот мягкий, грязно-белый с коричневыми пятнами. Кожа на спине гладкая с хорошо выраженной зернистостью, которая появляется от пребывания на солнце. Размер — 45 мм. Звуки издаваемые лягушкой похожи на «бааарк».

## Среда обитания
Живет под упавшими деревьями в песчаном грунте, обычно в удалении от воды. После дождя выбирается на поверхность.

## Численность популяции
Общее количество взрослых особей — около 50000. Тенденция развития популяции за последние 50 лет устойчивая, иногда увеличивающаяся. Некоторые факторы, затрагивающие численность и распределение, остаются не изученными. Размер ареала в Австралии — 80 001—1 000 000 км².

## Размножение
Особи женского и мужского пола прячутся в песок, где спариваются и мечут икру. Самые крупные из икринок имеют размеры между 5 мм и 7 мм в диаметре. Одна кладка лягушки составляет 15—20 икринок. Головастик полностью формируется в пределах икринки и появляется на свет лягушонком.

## Подобные разновидности
Эту лягушку можно отличить от еще одного вида, представители которого зарываются вперед головой: округлая жаба Arenophryne, отличие состоит в размерах и ареале.

## Другие особенности
- эта лягушка сначала зарывает голову в песок передними лапами
- она питается только термитами, может съесть за раз более 400 штук
- наиболее распространена на западе Австралии

## Процессы, угрожающие популяции
- засоление почв
- прямое человеческое воздействие (урбанизация, туризм и пр.)
- заболачивание почв и ухудшение качества воды
- изменение среды обитание (например: появление агрессивных сорняков, уменьшение растительности и пр.)[2]